# Собаки-парии
Собаки-парии — полудикие собаки неопределённого происхождения. Генетически они являются сложными полигибридами, не сохраняющими от поколения к поколению экстерьерно-конституциональных свойств. Эти собаки в течение многих поколений живут рядом с человеком, но, в отличие от домашних собак, размножаются самостоятельно, без селективного вмешательства человека. В популяциях этих собак идет жёсткий естественный отбор, отбраковывающий все нежизнестойкие формы. Собаки-парии имеют большое разнообразие по размеру и экстерьеру, но среди них можно выделить типы, сходные с культивируемыми человеком породами. Это говорит о том, что популяции бродячих беспородных собак имеют необходимый набор характеристик, свойственный виду в целом (‘’canis lupus familiaris’’ или Canis familiaris) и, в принципе, являются универсальным по содержанию генофондом вида, который утрачивается у специализированных пород. Благодаря высокой жизнестойкости и очень большому генетическому разнообразию популяции бродячих собак, или парий, являются неисчерпаемым потенциальным резервом породообразования, и это тот материал, с которого начиналось образование пород в прошлом.

## История
Первые свидетельства о собаках-париях относятся к античности. А. Брем отмечал их обилие в Константинополе и городах Востока, особенно в Египте.

## Местообитания
Живут сбившись в стаи, главным образом в больших городах тропических и субтропических стран. Питаются большей частью отбросами, которые находят на центральных улицах и базарах, совершая ночные набеги.